# Natação nos Jogos Olímpicos de Verão de 2012 - 100 m costas feminino
A competição dos 100 metros costas feminino da natação nos Jogos Olímpicos de Verão de 2012 foi disputada nos dias 29 e 30 de julho no Centro Aquático de Londres.

## Medalhistas
| Ouro   | USA Missy Franklin |
| Prata  | AUS Emily Seebohm  |
| Bronze | JPN Aya Terakawa   |

## Recordes
Antes desta competição, os recordes mundiais e olímpicos da prova eram os seguintes:
| Tipo | Atleta          | Tempo | Local  | Data                 |
| ---- | --------------- | ----- | ------ | -------------------- |
|      | Gemma Spofforth | 58.12 | Roma   | 28 de julho de 2009  |
|      | Kirsty Coventry | 58.77 | Pequim | 11 de agosto de 2008 |

Os seguintes recordes mundiais ou olímpicos foram estabelecidos durante esta competição:
| Data        | Evento        | Atleta            | Tempo | Notas            |
| ----------- | ------------- | ----------------- | ----- | ---------------- |
| 29 de julho | Eliminatórias | AUS Emily Seebohm | 58.23 | Recorde olímpico |

## Resultados

### Eliminatórias
| Pos. | Elim. | Raia | Nadadora                | CON                 | Tempo   | Notas            |
| ---- | ----- | ---- | ----------------------- | ------------------- | ------- | ---------------- |
| 1    | 4     | 5    | Emily Seebohm           | AUS Austrália       | 58.23   | Q,               |
| 2    | 6     | 4    | Missy Franklin          | USA Estados Unidos  | 59.37   | Q                |
| 3    | 6     | 3    | Belinda Hocking         | AUS Austrália       | 59.61   | Q                |
| 4    | 6     | 5    | Aya Terakawa            | JPN Japão           | 59.82   | Q                |
| 5    | 5     | 4    | Anastasia Zuyeva        | RUS Rússia          | 59.88   | Q                |
| 6    | 4     | 6    | Georgia Davies          | GBR Grã-Bretanha    | 59.92   | Q                |
| 7    | 5     | 6    | Julia Wilkinson         | CAN Canadá          | 59.94   | Q                |
| 8    | 6     | 2    | Fu Yuanhui              | CHN China           | 59.96   | Q                |
| 9    | 4     | 4    | Zhao Jing               | CHN China           | 59.97   | Q                |
| 10   | 6     | 8    | Simona Baumrtová        | CZE República Checa | 59.99   | Q,               |
| 11   | 5     | 5    | Rachel Bootsma          | USA Estados Unidos  | 1:00.03 | Q                |
| 12   | 5     | 7    | Gemma Spofforth         | GBR Grã-Bretanha    | 1:00.05 | Q                |
| 13   | 5     | 3    | Sinead Russell          | CAN Canadá          | 1:00.10 | Q                |
| 14   | 6     | 1    | Alexianne Castel        | FRA França          | 1:00.16 | Q                |
| 15   | 4     | 8    | Kirsty Coventry         | ZIM Zimbabwe        | 1:00.24 | Q                |
| 16   | 4     | 7    | Arianna Barbieri        | ITA Itália          | 1:00.25 | Q,               |
| 17   | 4     | 3    | Mie Nielsen             | DEN Dinamarca       | 1:00.38 |                  |
| 18   | 4     | 1    | Duane Da Rocha          | ESP Espanha         | 1:00.57 |                  |
| 18   | 5     | 2    | Daryna Zevina           | UKR Ucrânia         | 1:00.57 |                  |
| 20   | 4     | 2    | Sharon van Rouwendaal   | NED Países Baixos   | 1:00.61 |                  |
| 21   | 6     | 6    | Jenny Mensing           | GER Alemanha        | 1:00.72 |                  |
| 22   | 6     | 7    | Laure Manaudou          | FRA França          | 1:01.03 |                  |
| 23   | 3     | 4    | Fernanda González       | MEX México          | 1:01.28 |                  |
| 24   | 5     | 1    | Fabíola Molina          | BRA Brasil          | 1:01.40 |                  |
| 25   | 3     | 5    | Alicja Tchórz           | POL Polônia         | 1:01.44 |                  |
| 26   | 2     | 8    | Tao Li                  | SIN Singapura       | 1:01.60 | Recorde nacional |
| 27   | 5     | 8    | Elena Gemo              | ITA Itália          | 1:01.77 |                  |
| 28   | 3     | 2    | Carolina Colorado       | COL Colômbia        | 1:01.81 |                  |
| 29   | 3     | 8    | Kimberly Buys           | BEL Bélgica         | 1:01.92 | Recorde nacional |
| 30   | 3     | 7    | Melissa Ingram          | NZL Nova Zelândia   | 1:01.94 |                  |
| 31   | 3     | 6    | Ekaterina Avramova      | BUL Bulgária        | 1:02.20 |                  |
| 32   | 2     | 3    | Eygló Ósk Gústafsdóttir | ISL Islândia        | 1:02.40 | Recorde nacional |
| 33   | 2     | 4    | Melanie Nocher          | IRL Irlanda         | 1:02.44 |                  |
| 34   | 2     | 1    | Anja Čarman             | SLO Eslovênia       | 1:02.68 |                  |
| 35   | 3     | 1    | Therese Svendsen        | SWE Suécia          | 1:03.11 |                  |
| 36   | 2     | 5    | Sanja Jovanović         | CRO Croácia         | 1:03.38 |                  |
| 37   | 2     | 6    | Eszter Povázsay         | HUN Hungria         | 1:03.55 |                  |
| 38   | 2     | 7    | Yekaterina Rudenko      | KAZ Cazaquistão     | 1:03.64 |                  |
| 39   | 3     | 3    | Stephanie Au            | HKG Hong Kong       | 1:04.31 |                  |
| 40   | 2     | 2    | Hazal Sarıkaya          | TUR Turquia         | 1:04.80 |                  |
| 41   | 1     | 3    | Karen Vilorio           | HON Honduras        | 1:06.38 |                  |
| 42   | 1     | 4    | Mónica Ramírez          | AND Andorra         | 1:07.72 |                  |
| 43   | 1     | 5    | Inés Remersaro          | URU Uruguai         | 1:08.03 |                  |
| 44   | 1     | 6    | Anahit Barseghyan       | ARM Armênia         | 1:08.19 |                  |
| 45   | 1     | 2    | Angelique Trinquier     | MON Mônaco          | 1:10.79 |                  |

### Semifinal

#### Semifinal 1
| Pos. | Raia | Nadadora         | CON                 | Tempo   | Notas |
| ---- | ---- | ---------------- | ------------------- | ------- | ----- |
| 1    | 4    | Missy Franklin   | USA Estados Unidos  | 59.12   | Q     |
| 2    | 5    | Aya Terakawa     | JPN Japão           | 59.34   | Q     |
| 3    | 7    | Gemma Spofforth  | GBR Grã-Bretanha    | 59.70   | Q     |
| 4    | 6    | Fu Yuanhui       | CHN China           | 59.82   | Q     |
| 5    | 2    | Simona Baumrtová | CZE República Checa | 1:00.02 |       |
| 6    | 1    | Alexianne Castel | FRA França          | 1:00.24 |       |
| 7    | 8    | Arianna Barbieri | ITA Itália          | 1:00.27 |       |
| 8    | 3    | Georgia Davies   | GBR Grã-Bretanha    | 1:00.56 |       |

#### Semifinal 2
| Pos. | Raia | Nadadora         | CON                | Tempo   | Notas |
| ---- | ---- | ---------------- | ------------------ | ------- | ----- |
| 1    | 4    | Emily Seebohm    | AUS Austrália      | 58.39   | Q     |
| 2    | 2    | Zhao Jing        | CHN China          | 59.55   | Q     |
| 3    | 3    | Anastasia Zuyeva | RUS Rússia         | 59.68   | Q     |
| 4    | 5    | Belinda Hocking  | AUS Austrália      | 59.79   | Q     |
| 5    | 6    | Julia Wilkinson  | CAN Canadá         | 59.91   |       |
| 6    | 7    | Rachel Bootsma   | USA Estados Unidos | 1:00.04 |       |
| 7    | 8    | Kirsty Coventry  | ZIM Zimbabwe       | 1:00.39 |       |
| 8    | 1    | Sinead Russell   | CAN Canadá         | 1:00.57 |       |

### Final
| Pos.              | Raia | Nadadora         | CON                | Tempo   | Notas              |
| ----------------- | ---- | ---------------- | ------------------ | ------- | ------------------ |
| Medalha de ouro   | 5    | Missy Franklin   | USA Estados Unidos | 58.33   | Recorde da América |
| Medalha de prata  | 4    | Emily Seebohm    | AUS Austrália      | 58.68   |                    |
| Medalha de bronze | 3    | Aya Terakawa     | JPN Japão          | 58.83   | Recorde asiático   |
| 4                 | 2    | Anastasia Zuyeva | RUS Rússia         | 59.00   |                    |
| 5                 | 7    | Gemma Spofforth  | GBR Grã-Bretanha   | 59.20   |                    |
| 6                 | 6    | Zhao Jing        | CHN China          | 59.23   |                    |
| 7                 | 1    | Belinda Hocking  | AUS Austrália      | 59.29   |                    |
| 8                 | 8    | Fu Yuanhui       | CHN China          | 1:00.50 |                    |

Legenda
| Recorde mundial      | Recorde mundial (World record)               |                       | Recorde africano                      | Recorde africano (African) |                                           | Q | Classificado por posição (Qualified) |
| Recorde olímpico     | Recorde olímpico (Olympic record)            | Recorde da América    | Recorde da América (Americas)         | q                          | Classificado por melhor tempo (Qualified) |   |                                      |
| Melhor marca do ano  | Melhor marca do ano (World leading)          | Recorde asiático      | Recorde asiático (Asian)              | DNS                        | Não largou (Did not start)                |   |                                      |
| Recorde nacional     | Recorde nacional (National record)           | Recorde europeu       | Recorde europeu (European)            | DNF                        | Não terminou (Did not finish)             |   |                                      |
| Recorde pessoal      | Recorde pessoal do atleta (Personal best)    | Recorde da Oceania    | Recorde da Oceania (Oceania)          | DSQ / DQ                   | Desclassificado (Disqualified)            |   |                                      |
| Recorde da temporada | Recorde da temporada do atleta (Season best) | Recorde sul-americano | Recorde sul-americano (South America) | NM                         | Sem marca (No mark)                       |   |                                      |